# Tom Soares
Thomas James Soares (Reading, Inglaterra, 10 de julio de 1986) es futbolista inglés, de origen barbadense. Juega de centrocampista y su actual equipo es el Stevenage FC de la English Football League Two de Inglaterra.

## Selección nacional
Ha sido internacional con la selección de fútbol sub-21 de Inglaterra.

## Clubes
| Club                           | País       | Año       |
| ------------------------------ | ---------- | --------- |
| Crystal Palace FC              | Inglaterra | 2004-2008 |
| Stoke City                     | Inglaterra | 2008-2012 |
| Charlton Athletic (préstamo)   | Inglaterra | 2009      |
| Sheffield Wednesday (préstamo) | Inglaterra | 2009-2010 |
| Hibernian FC (préstamo)        | Escocia    | 2012      |
| Bury FC                        | Inglaterra | 2012-2017 |
| AFC Wimbledon                  | Inglaterra | 2017-2019 |
| Stevenage FC                   | Inglaterra | 2019-     |